# شبدر ترشک باغچه
شبدر ترشک باغچه (نام علمی: Oxalis latifolia) نام یک گونه از سرده شبدر ترشک است.